# Jogo Real de Ur
O Jogo Real de Ur é um jogo de tabuleiro para dois jogadores, de corrida e estratégia, que foi primeiramente jogado na Mesopotâmia, durante o início do terceiro milênio a.C. Era popular no Oriente Médio, entre todas as classes sociais. Tabuleiros foram encontrados em lugares distantes de sua criação, como Creta e Sri Lanka. No ápice de sua popularidade, adquiriu significância espiritual, pois havia a crença de que eventos do jogo refletiam no futuro do jogador e continham mensagens de deidades ou outras entidades sobrenaturais. Manteve-se popular até a Antiguidade Tardia, quando deixou de ser jogado, possivelmente evoluindo ou sendo substituído pelas formas iniciais do gamão. Consequentemente, foi esquecido em geral, exceto por pessoas da comunidade judaica da cidade indiana de Cochim, que continuaram jogando uma variante do original, até a década de 1950, quando começaram a emigrar para Israel.
O Jogo Real de Ur recebeu este nome porque foi primeiramente descoberto pelo arqueólogo inglês Leonard Woolley, durante suas escavações no Cemitério Real de Ur, entre 1922 e 1934. Outros exemplares desde então foram encontrados por outros arqueólogos no Oriente Médio. As regras do Jogo Real de Ur, como eram jogadas no século II a.C., acabaram sendo preservadas em uma tabuleta escrita por um rei escriba chamado Iti-Marduque-balatu. Baseado nessa tabuleta, e pelo formato do jogo de tabuleiro, o curador do Museu Britânico, Irving Finkel, reconstituiu as regras básicas de como deveria ser jogado. O objetivo é percorrer as casas do tabuleiro e retirar todas as peças antes do oponente. Como o moderno gamão, o jogo tem elementos de sorte e também de estratégia.

## História

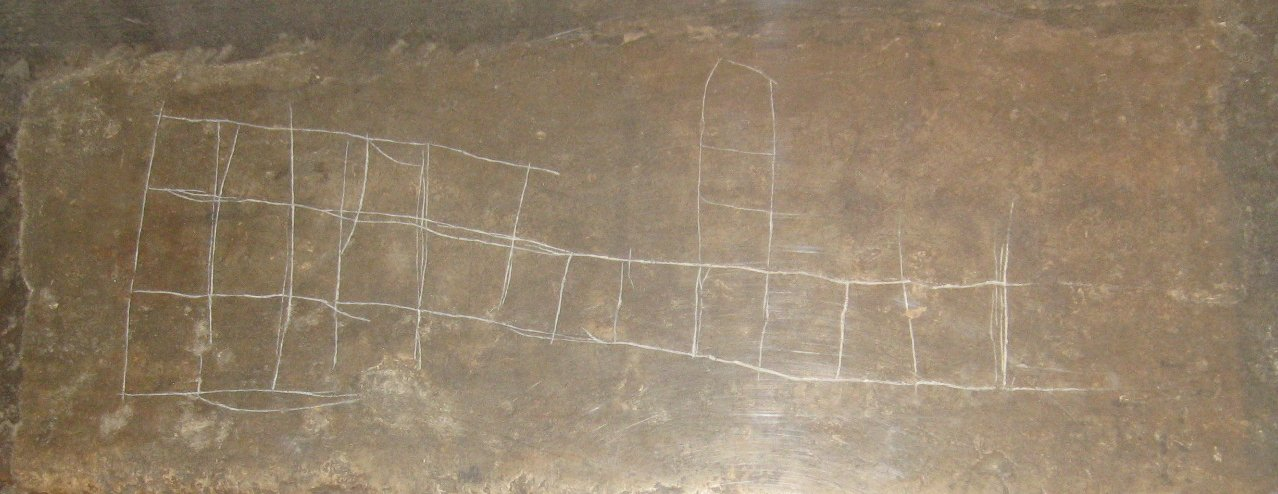
Uma versão em grafite do jogo encontrado no palácio de (Museu Britânico de Londres).

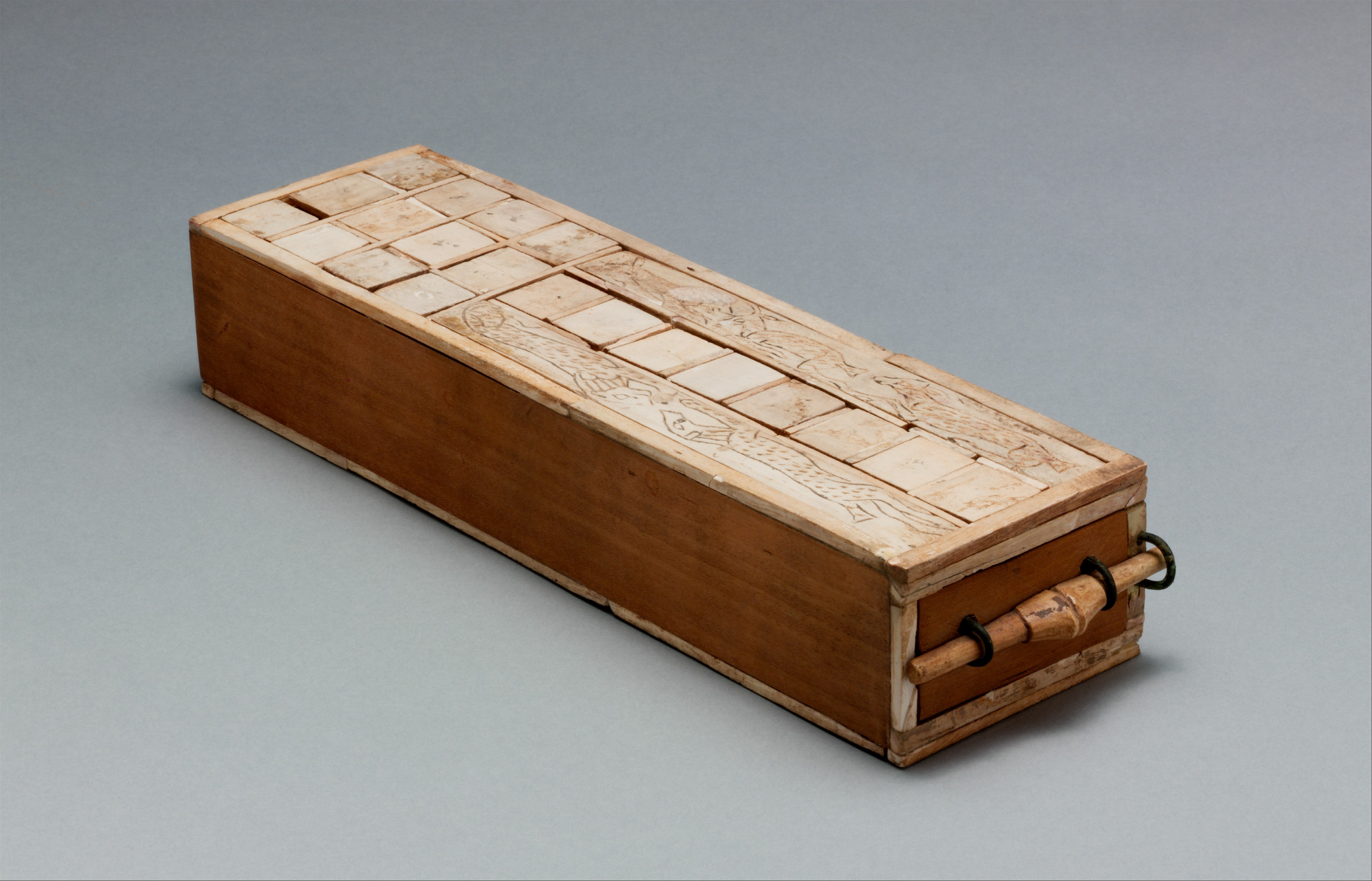
Tabuleiro de senet com vinte casas, 1635–

O Jogo Real de Ur foi popular no Oriente Médio. Tabuleiros foram encontrados no Irã, Síria, Egito, Líbano, Sri Lanka, Chipre e Creta. Quatro deles foram encontrados na Tumba de Tutancâmon. Tinham caixas pequenas para guardar os dados e as peças. Muitos deles tinham tabuleiros de senet no lado inverso, com a ideia de que ambos os jogos pudessem ser jogados ao meramente virar o lado do objeto. O jogo era popular entre todas as classes sociais. Uma versão em grafite esculpido através de um objeto pontiagudo, possivelmente um punhal, foi descoberto em um dos portões da divindade tutelar Lamassu, no palácio de Sargão II, na cidade de Dur Sarruquim.
O Jogo Real de Ur adquiriu significado supersticioso. Na tabuleta de Iti-Marduque-balatu eram descritas previsões vagas sobre o futuro dos jogadores relacionadas às casas em que as peças eram jogadas. Alguns exemplos: "você irá achar um amigo", "você irá se fortalecer como um leão" e "você irá adquirir boa cerveja". Pessoas da época acreditavam em uma relação entre o sucesso do jogador e seu sucesso na vida real. Eventos aleatórios, como as peças alcançando certas casas, eram interpretados como mensagens de deidades, fantasmas, ancestrais já falecidos ou da própria alma do jogador.
Não é certo o que levou o jogo ao declínio, durante a Antiguidade Tardia. Uma teoria sustenta que evoluiu para o gamão; outra argumenta que as primeiras formas de gamão o superaram em popularidade, fazendo com que fosse esquecido. Em algum momento, antes de cair em popularidade no Oriente Médio, foi aparentemente introduzido na cidade indiana de Cochim, por um grupo de mercadores judeus. Membros da comunidade judaica de Cochim continuaram jogando uma versão reconhecível do Jogo de Ur, a qual eles chamavam Aasha, ainda durante o período em que começaram a emigrar para Israel, após a Segunda Guerra Mundial. Na configuração de Cochim, o sistema também tinha vinte casas, como na mesopotâmica, porém cada jogador tinha doze peças em vez de sete, e o posicionamento das casas era ligeiramente diferente.

## Redescoberta moderna
O arqueólogo britânico Leonard Woolley descobriu cinco tabuleiros do Jogo Real de Ur durante suas escavações no Cemitério Real de Ur, entre 1922 e 1934. Como foi primeiramente descoberto no Cemitério de Ur, ficou conhecido como "Jogo Real de Ur", mas posteriormente outros arqueólogos desenterraram outras cópias, em diferentes localizações no Oriente Médio. Cada um dos tabuleiros descobertos por Woolley datam de cerca de 3 000 a.C. Todos são do mesmo formato, mas são feitos de diferentes materiais e têm decorações diferentes. Woolley reproduziu imagens de dois deles em seu livro de 1949, The First Phases. Um desses é um set simples, com decoração composta por discos de concha de cor azul ou vermelha ao centro, em madeira coberta por asfalto. O outro, mais elaborado, é coberto completamente por placas de conchas, incrustradas com calcário e lápis-lazúli. Outros ainda, muitas vezes, têm gravuras de animais.

## Regras

### Reconstituição
No momento em que o Jogo de Ur foi descoberto, ninguém sabia como jogar. Então, no início da década de 1980, Irving Finkel, um curador do Museu Britânico, traduziu uma tabuleta redigida por volta de 177 a.C., pelo escriba babilônico Iti-Marduque-balatu, que descrevia como se jogava naquele período, com base em uma descrição mais antiga das regras feita por outro escriba chamado Iddin-Bēl. Foi escrita durante os tempos finais da civilização babilônica, muito depois das primeiras experiências com o jogo, e encontrada em 1880, nas ruínas da Babilônia, quando foi vendida para o Museu Britânico. Finkel também usou fotografias de outra tabuleta com instruções, a qual estava na coleção pessoal de Count Aymar de Liedekerke-Beaufort, mas foi destruída durante a Primeira Guerra Mundial. Esta segunda não tinha datação certa, mas os arqueólogos acreditaram que foi escrita vários séculos antes da de Iti-Marduque-balatu e era originária da cidade de Uruque. Ao fundo de ambas as tabuletas, havia diagramas, mostrando minuciosamente qual jogo estava sendo descrito. Com base nessas informações e no formato do tabuleiro, Finkel conseguiu recriar as regras.

### Regras básicas
O Jogo de Ur é um jogo de corrida, provável ancestral de uma família de jogos populares até hoje, entre os quais se encontra o gamão. Utiliza dois grupos de sete peças, parecidas com as de damas. Um dos grupos é composto de peças brancas, com cinco pontos pretos, e o outro de pretas, com cinco pontos brancos. O tabuleiro contém dois conjuntos retangulares de casas: um deles contendo três colunas de quatro fileiras e, o outro, três colunas de duas fileiras, ligados por uma coluna "estreita" de duas casas. As regras do jogo envolvem tanto elementos de sorte como de estratégia. Os movimentos são determinados ao lançar quatro dados de quatro lados cada. Duas das faces desses dados são marcadas, e as outras duas não, havendo probabilidade equivalente de cada dado cair ou não com uma "face marcada" para cima. O número de faces marcadas para cima indica por quantas casas um jogador poderá mover peças por turno.
O objetivo do jogo é mover as sete peças ao longo do percurso (duas propostas desse percurso são mostradas na imagem adjacente) e removê-las do tabuleiro antes do oponente. Em todos os tabuleiros encontrados, os dois lados eram idênticos, indicando que cada lado pertencia a um jogador. Quando os jogadores têm peças nas casas do próprio lado, elas estão fora do alcance do oponente. Entretanto, quando estão em uma das oito casas no centro do tabuleiro, elas podem ser capturadas pelo adversário, resultando no retorno das peças para o local de início do percurso (fora do tabuleiro). Isto significa que existem oito casas de "combate" e seis "seguras". Nunca pode haver mais de uma peça na mesma casa. Logo, ter muitas delas no tabuleiro, simultaneamente, pode impedir a mobilidade do próprio jogador.
Quando o jogador lança os dados, pode decidir mover qualquer peça sua pelo tabuleiro ou colocar outras mais em jogo, se ainda não estiverem em disputa. Um jogador não precisa necessariamente fazer uma captura, cada vez que tiver uma oportunidade. Entretanto, necessita mover alguma de suas peças sempre que for possível, ainda que isso resulte em uma posição desvantajosa. Todos os tabuleiros disponíveis atualmente têm imagens de rosetas coloridas em algumas das casas. Conforme a reconstituição de Finkel, quaisquer peças que estiverem nessas casas com rosetas estarão protegidas de serem capturadas. Finkel também afirma que quando uma peça cai em uma dessas rosetas, o jogador ganha um lançamento extra. Para remover uma peça do tabuleiro no final do percurso, o jogador deve obter nos dados o número exato restante de casas no percurso mais um. Se resultar em um número inferior ou superior, não é permitido remover a peça do tabuleiro.

### Jogo de azar
Uma escavação arqueológica desenterrou vinte e um potes brancos juntamente a um set do Jogo de Ur. Boterman (2008) acredita que esses potes eram usados para colocar dinheiro apostado. De acordo com a tabuleta de Iti-Marduque-balatu, quando uma de suas peças pulava alguma das casas com imagem de roseta, o jogador deveria colocar uma ficha no pote. Por outro lado, quando uma das peças caía em uma casa com roseta, o jogador deveria pegar uma ficha do pote.